# Mattia Perin
Mattia Perin (Latina, Provincia de Latina, Italia, 10 de noviembre de 1992) es un futbolista italiano. Juega de guardameta y su equipo actual es la Juventus F. C. de la Serie A  de Italia.

## Trayectoria

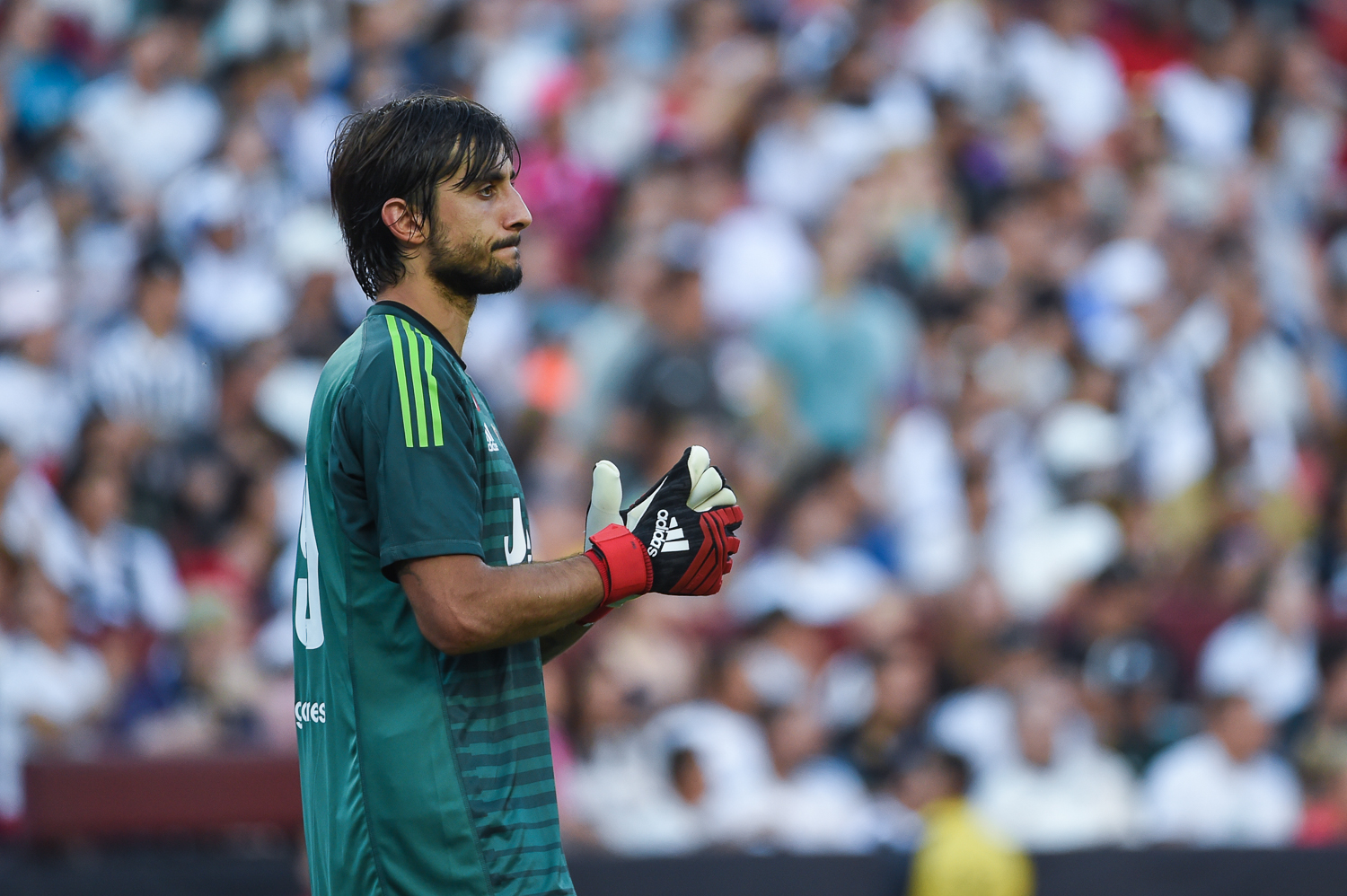
Perin con Juventus en la temporada 2018/19

### Inicios
Inició su carrera en el fútbol en Sportiva Pro Cisterna y en Pistoiese para luego pasar definitivamente a las inferiores del Genoa en 2008. En 2010 ganó con el club genovés el Torneo Primavera 2009/10 y la Supercoppa Primavera. Hizo su debut en la Serie A el 22 de mayo del 2011, a los 18 años, contra el Cesena por la última fecha del torneo, en un partido que terminaría 3-2 y victoria para el Genoa.

### Padova
El 8 de julio de 2011 se fue a préstamo al Padova, que en aquel momento tenía que disputar la Serie B. En la primera parte comenzó como suplente pero se quedó con el puesto de titular ya para la segunda parte del campeonato. En la temporada jugó 25 partidos en donde le convirtieron 39 goles. Al final de la temporada recibió el premio "Bwin Premios serie" como el mejor portero de la liga.

### Pescara
Finalizado el Préstamo tendría que volver al Genoa, donde otra vez lo cedió pero esta vez al Pescara, equipo recién ascendido a la Serie A. En la temporada tuvo un buen rendimiento a pesar de que en 29 partidos recibió 66 goles y no pudo evitar el descenso del club.

### Vuelta al Genoa
El 1 de julio de 2013 volvió al Genoa comenzando la temporada como titular y en la cual jugó 38 partidos con tan solo 52 goles en contra. Su buen desempeño lo llevó a formar parte del plantel que participó del Mundial 2014. Ya para la temporada 2014/15 se ganó definitivamente el puesto del arco Genovés.

### Juventus F. C.
El 8 de junio de 2018 ficha por la Juventus F.  C. con un contrato por los próximos 4 años y por una tasa de 12 millones de euros. Su debut se produjo el 26 de julio por la International Champions Cup en la victoria por 2-0 ante el Bayern Múnich. 
Ante falta de minutos y la vuelta de Gianluigi Buffon. En enero de 2020 volvió al Genoa por dos años

## Selección nacional
Fue internacional con la selección de Italia en 2 ocasiones. Debutó el 18 de noviembre de 2014, en un encuentro amistoso ante la selección de Albania que finalizó con marcador de 1-0 a favor de los italianos. El 13 de mayo de 2014 el entrenador de la selección italiana, Cesare Prandelli, lo incluyó en la nómina preliminar de 30 jugadores convocados para la Copa Mundial de 2014. Fue confirmado en la lista definitiva de 23 jugadores el 1 de junio.

### Participaciones en Copas del Mundo
| Mundial              | Sede   | Resultado    |
| -------------------- | ------ | ------------ |
| Copa Mundial de 2014 | Brasil | Primera fase |

## Estadísticas

### Clubes
Actualizado al último partido disputado el 22 de octubre de 2024.
| Genoa C. F. C. · Italia               | 1.ª           | 2010-11       | 1   | 2   | 0  | 0  | — | — | 1   | 2   |
| Calcio Padova · Italia                | 2.ª           | 2011-12       | 25  | 39  | 0  | 0  | — | — | 25  | 39  |
| Calcio Padova · Italia                | Total club    | Total club    | 25  | 39  | 0  | 0  | 0 | 0 | 25  | 39  |
| Delfino Pescara 1936 · Italia         | 1.ª           | 2012-13       | 29  | 66  | 1  | 0  | — | — | 30  | 66  |
| Delfino Pescara 1936 · Italia         | Total club    | Total club    | 29  | 66  | 1  | 0  | 0 | 0 | 30  | 66  |
| Genoa C. F. C. · Italia               | 1.ª           | 2013-14       | 37  | 50  | 1  | 2  | — | — | 38  | 52  |
| Genoa C. F. C. · Italia               | 1.ª           | 2014-15       | 32  | 38  | 1  | 0  | — | — | 33  | 38  |
| Genoa C. F. C. · Italia               | 1.ª           | 2015-16       | 25  | 30  | 0  | 0  | — | — | 25  | 30  |
| Genoa C. F. C. · Italia               | 1.ª           | 2016-17       | 16  | 20  | 0  | 0  | — | — | 16  | 20  |
| Genoa C. F. C. · Italia               | 1.ª           | 2017-18       | 37  | 42  | 1  | 1  | — | — | 38  | 43  |
| Juventus de Turín · Italia            | 1.ª           | 2018-19       | 9   | 8   | 0  | 0  | 0 | 0 | 9   | 8   |
| Genoa C. F. C. · Italia               | 1.ª           | 2019-20       | 21  | 38  | 0  | 0  | — | — | 21  | 38  |
| Genoa C. F. C. · Italia               | 1.ª           | 2020-21       | 32  | 44  | 0  | 0  | — | — | 32  | 44  |
| Genoa C. F. C. · Italia               | Total club    | Total club    | 201 | 263 | 3  | 3  | 0 | 0 | 204 | 266 |
| Juventus de Turín · Italia            | 1.ª           | 2021-22       | 6   | 9   | 5  | 7  | 1 | 0 | 12  | 16  |
| Juventus de Turín · Italia            | 1.ª           | 2022-23       | 11  | 7   | 4  | 3  | 3 | 4 | 18  | 14  |
| Juventus de Turín · Italia            | 1.ª           | 2023-24       | 3   | 1   | 5  | 3  | — | — | 8   | 4   |
| Juventus de Turín · Italia            | 1.ª           | 2024-25       | 2   | 0   | 0  | 0  | 2 | 2 | 4   | 2   |
| Juventus de Turín · Italia            | Total club    | Total club    | 31  | 25  | 14 | 13 | 6 | 6 | 51  | 44  |
| Total carrera                         | Total carrera | Total carrera | 286 | 393 | 18 | 16 | 6 | 6 | 310 | 415 |
| (1) Hace referencia a goles encajados |               |               |     |     |    |    |   |   |     |     |

### Selección italiana
| Selección       | Año   | Amistoso | Amistoso | Eliminatorias | Eliminatorias | Mundial | Mundial | Total | Total |
| Selección       | Año   | PJ       | G        | PJ            | G             | PJ      | G       | PJ    | G     |
| --------------- | ----- | -------- | -------- | ------------- | ------------- | ------- | ------- | ----- | ----- |
| Italia · Italia | 2012  | 0        | 0        | 0             | 0             | -       | -       | 0     | 0     |
| Italia · Italia | 2013  | 0        | 0        | 0             | 0             | -       | -       | 0     | 0     |
| Italia · Italia | 2014  | 1        | 0        | -             | -             | 0       | 0       | 1     | 0     |
| Total           | Total | 1        | 0        | 0             | 0             | 0       | 0       | 1     | 0     |

| Partidos con la Selección Italiana | Partidos con la Selección Italiana | Partidos con la Selección Italiana | Partidos con la Selección Italiana | Partidos con la Selección Italiana | Partidos con la Selección Italiana | Partidos con la Selección Italiana | Partidos con la Selección Italiana | Partidos con la Selección Italiana |
| #                                  | Fecha                              | Lugar                              | Rival                              | Resultado                          | Competición                        | Goles recibidos                    | Minutos                            |                                    |
| ---------------------------------- | ---------------------------------- | ---------------------------------- | ---------------------------------- | ---------------------------------- | ---------------------------------- | ---------------------------------- | ---------------------------------- | ---------------------------------- |
| 1                                  | 18-11-2014                         | Estadio Luigi Ferraris, Génova     | Albania                            | 1-0                                | Amistoso                           | -                                  | 21'                                |                                    |

### Resumen estadístico
|                       | Encuentros | G. Rec. | Promedio |
| --------------------- | ---------- | ------- | -------- |
| Primera División      | 138        | -201    | 1,58     |
| Segunda División      | 25         | -39     | 1,56     |
| Copas nacionales      | 3          | -2      | 0,66     |
| Copas internacionales | 0          | 0       | 0,00     |
| Selección de Italia   | 1          | 0       | 0,00     |
| TOTAL                 | 167        | -242    | 1,54     |

## Palmarés

### Campeonatos nacionales
| Título              | Club              | País   | Año  |
| ------------------- | ----------------- | ------ | ---- |
| Supercopa de Italia | Juventus de Turín | Italia | 2018 |
| Serie A             | Juventus de Turín | Italia | 2019 |
| Copa Italia         | Juventus de Turín | Italia | 2024 |